# Канаевская волость (Московская губерния)
Канаевская волость — волость в составе Можайского и Волоколамского уездов Московской губернии. До 1917 года входила в Можайский уезд, затем была передана в Волоколамский уезд, в составе которого и существовала до 1924 года. Центром волости было село Канаево.

## Состав
По данным 1922 года в Канаевской волости было 9 сельсоветов: Больше-Сытьковский, Внуковский, Дорский, Журавлихинский, Канаевский, Псовский, Репотинский, Трулесинский и Черневский.
В 1924 году Трулесинский с/с был присоединён к Внуковскому.
24 марта 1924 года Канаевская волость была упразднена, а её территория разделена между Осташёвской и Серединской волостями.